# Jan Backmark
Fritz Johan "Jan" Gustav Backmark, född 15 juli 1912 i Söderhamn, död 31 januari 1995, var en svensk företagsledare. Han var son till Gustaf Backmark och Wendela Rudberg (dotter till Fritz Rudberg).
Efter studentexamen 1930 utexaminerades Backmark från Göteborgs handelsinstitut 1932. Han blev kalkylator vid AB Billingsfors-Långed 1935, AB Gustavsbergs fabriker 1938, kamrer vid AB H. Anderssons Värme 1945 och var verkställande direktör för Calor-Celsius AB 1949–1975. Han var styrelseledamot i Stockholms rörentreprenörförening 1950, ordförande 1955.